# Tommy Henriksen

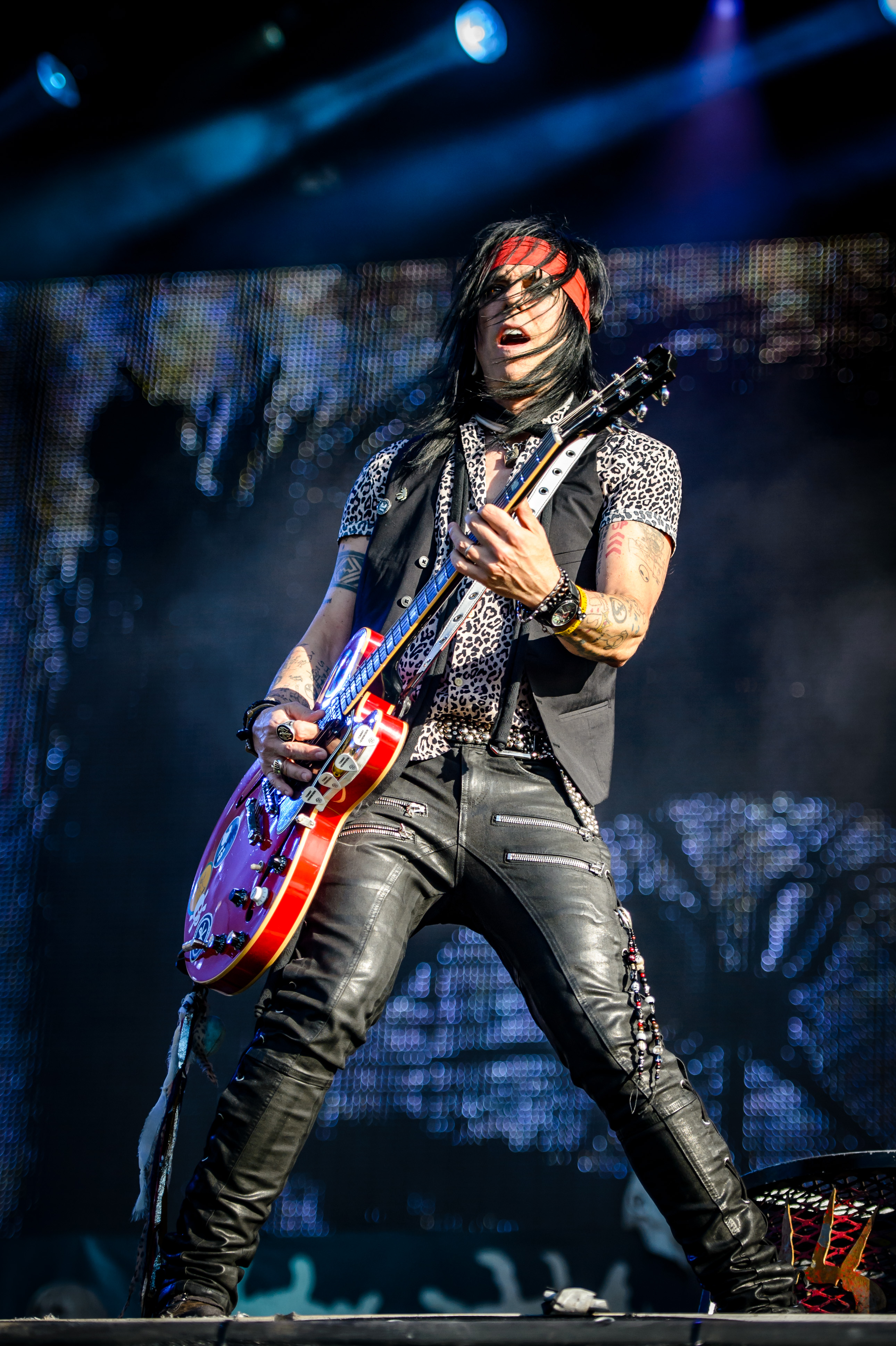
Tommy Henriksen beim Auftritt mit Alice Cooper, Wacken Open Air 2017

Tommy Henriksen (* 21. Februar 1964 in Port Jefferson Station, New York, USA) ist ein US-amerikanischer Rockmusiker, der vor allem für seine Zusammenarbeit als Gitarrist, Bassist und Songwriter mit Alice Cooper, den Hollywood Vampires und der deutschen Metal-Band Warlock bekannt ist. Er arbeitete auch als Songwriter und Produzent für andere Musiker, darunter Lady Gaga, Kesha, Meat Loaf und zahlreiche weitere.

## Biografie
Henriksen begann seine Karriere in der New Yorker Szene mit der Band Ruffkut, in der auch sein Bruder Gene am Schlagzeug spielte. Sie veröffentlichten 1984 die Mini-LP Fight for the Right. 1986 wurde Henriksen Mitglied der deutschen Metal-Band Warlock und war 1987 auf deren Album Triumph and Agony zu hören, das Goldstatus erreichte. Henriksen war Co-Autor mehrerer Songs auf Doro Peschs Album Force Majeure (1989), das ebenfalls mit Gold ausgezeichnet wurde. Schließlich verließen Henriksen, Gitarrist Jon Levin und Schlagzeuger Bobby Rondinelli alle das Doro-Lager und gründeten ihre eigene Band, Big Trouble, die sich jedoch wieder auflöste, ohne ein Album zu veröffentlichen. Henriksen verließ New York und zog nach Los Angeles. Nach einer kurzen Zeit bei C. C. DeVilles missglücktem Band-Projekt Needle Park schloss er sich der Band War & Peace an, auf deren Debütalbum Time Capsule (1993) er mitspielte.
1994 gründete Henriksen unter dem Pseudonym Da Skunk die Punkrock-Band P.O.L. („Parade of Losers“). Das von Garth Richardson produzierte selbstbetitelte Debüt der Band wurde 1995 veröffentlicht, das zweite Album Sprockett erschien 1996. Nach der Auflösung von P.O.L. begann Henriksen mit Keith Forsey an einem eher Pop-orientierten Soloalbum zu arbeiten. Das 1999 von Capitol Records veröffentlichte selbstbetitelte Album enthielt die Hitsingle I See the Sun, die in diesem Jahr Platz 34 der Adult Top 40 erreichte und auch im Soundtrack des Films „Blast from the Past“ (deutscher Titel: Eve und der letzte Gentleman) enthalten war. Im Jahr 2000 veröffentlichte Henriksen das Nachfolgealbum Selected Songs for a New Beginning.  Er arbeitete auch mit dem ehemaligen War & Peace-Bandkollegen Jeff Pilson bei der Band Underground Moon zusammen, deren einziges Album 2002 herauskam.
2001 gründete Henriksen mit dem Schlagzeuger Glen Sobel die Punk-Band Boink!, die in Los Angeles lokale Popularität genoss. 2005 veröffentlichten sie eine 5-Track-EP mit dem Titel Walk of Fame. Henriksen, ein großer Fan der Sex Pistols, trat 2006 als DiS ViciOuS in Erscheinung, den er als „eine andere Seite von Sid Vicious“ beschrieb. Einige der Titel dieser Phase wurden über soziale Netzwerke veröffentlicht, von denen die meisten anarchische Schimpftiraden gegen die Gesellschaft waren. In den folgenden Jahren arbeitete Henriksen zunehmend als Songwriter und Produzent für andere Musiker, darunter Lady Gaga, Kesha, Meat Loaf und zahlreiche weitere.
Im März 2011, während er als Associate Producer, Gitarrist, Bassist, Programmierer, Tontechniker und Ingenieur an der neuen Alice-Cooper-Platte Welcome 2 My Nightmare tätig war, wurde Henriksen von Cooper gebeten, seiner Live-Band an der Gitarre beizutreten, der er seitdem angehört. 2011 erschien sein drittes Soloalbum Bluto Nero, 2015 folgte mit Tommy! Tommy!! Tommy!!! das vierte.
Henriksen ist Mitglied der von Cooper angeführten Rock-Supergruppe Hollywood Vampires, die 2015 ihr gleichnamiges Debütalbum herausbrachte. Im März 2017 veröffentlichte Henriksen sein fünftes Soloalbum StarStruck. Henriksen war auch maßgeblich an der Entstehung des Alice-Cooper-Albums Paranormal beteiligt, indem er mitproduzierte, Gitarre spielte und drei Songs mitschrieb.
2022 rief Henriksen zusammen mit Tommy Denander und dem Produzenten Mutt Lange das – nach eigenen Angaben „mehrdimensionale“ – Projekt Crossbone Skully ins Leben. Mitwirkende sind namhafte Musiker, unter anderem von den Hollywood Vampires. Alice Cooper, Nikki Sixx und Johnny Depp sind als Sprecher zu hören. Nach einigen Singles als Vorgeschmack erschien im November 2024 das Debütalbum Evil World Machine der Gruppe.
Tommy Henriksen ist mit einer Schweizerin verheiratet und lebt mit ihr und ihrem gemeinsamen Sohn Finn (* 2013) in der Schweiz. Johnny Depp ist der Patenonkel von Henriksens Sohn.

## Diskografie
- 1984: Ruffkut – Fight for the Right
- 1987: Warlock – Triumph and Agony
- 1989: Doro Pesch – Force Majeure
- 1993: War & Peace – Time Capsule
- 1995: P.O.L. – P.O.L.
- 1996: P.O.L. – Sprockett
- 1999: Tommy Henriksen –  Tommy Henriksen
- 2000: Tommy Henriksen – Selected Songs for a New Beginning
- 2002: Underground Moon – Underground Moon
- 2003: Boink! – Walk of Fame (EP)
- 2011: Tommy Henriksen – Bluto Nero
- 2011: Alice Cooper – Welcome 2 My Nightmare
- 2014: Tommy Henriksen – Tommy! Tommy!! Tommy!!!
- 2015: Hollywood Vampires – Hollywood Vampires
- 2017: Tommy Henriksen – StarStruck
- 2017: Alice Cooper – Paranormal
- 2019: Hollywood Vampires – Rise
- 2021: Alice Cooper – Detroit Stories
- 2023: Hollywood Vampires – Live In Rio
- 2023: Alice Cooper – Road
- 2024: Crossbone Skully – Evil World Machine

## Belege
1. ↑  Roxanne Balnford: Tommy Henriksen Biography bei AllMusic (englisch), abgerufen am 20. Juli 2023
2. 1 2  Charlie Craine: Tommy Henriksen – Interview. Hip Online, 21. Juni 1999 (englisch), abgerufen am 20. Juli 2023
3. ↑  Warlock Biografie auf laut.de, abgerufen am 20. Juli 2023
4. ↑  Doro Biografie auf laut.de, abgerufen am 20. Juli 2023
5. ↑  War & Peace auf last.fm (englisch), abgerufen am 20. Juli 2023
6. 1 2 3 4 5 6 7  Tommy Henriksen. SickthingsUK (englisch), abgerufen am 20. Juli 2023
7. ↑  Review: Underground Moon. Sonic Seducer (englisch), abgerufen am 20. Juli 2023
8. ↑  Tommy Henriksen – Tommy Tommy Tommy: „Pop-Rock der Extraklasse...!“. Time For Metal, 6. April 2015, abgerufen am 20. Juli 2023
9. ↑  Tony Keefer: Tommy Henriksen: Tommy Tommy Tommy. The Music Room, 29. Oktober 2014 (englisch), abgerufen am 20. Juli 2023
10. ↑  Alice Cooper - Paranormal. Discogs (englisch), abgerufen am 20. Juli 2023
11. ↑  Tobias Kreitzer: Crossbone Skully stellt sich vor. Metal.de, abgerufen am 22. Oktober 2024
12. ↑  Crossbone Skully (Tommy Henriksen, Alice Cooper & Hollywood Vampires) teilen neuen Song „The Boom Went The Boom“ (feat. Phil Collen von Def Leppard). Metal Factory, 18. Oktober 2023, abgerufen am 22. Oktober 2024
13. ↑  Bianca Hörtzsch: Crossbone Skully: Evil World Machine. Metal Hammer, 22. November 2024, abgerufen am 25. November 2024
14. ↑  Thomas Kutschera: Daheim bei Johnny Depps Göttibub. Schweizer Illustrierte, 30. Dezember 2018, abgerufen am 20. Juli 2023
15. ↑  Bettina Bestgen: Alice-Cooper-Gitarrist: Der Rockstar mit herzigen Päärli-Tattoos. SRF, 23. November 2016, abgerufen am 20. Juli 2023

| Personendaten    | Personendaten                         |
| ---------------- | ------------------------------------- |
| NAME             | Henriksen, Tommy                      |
| KURZBESCHREIBUNG | US-amerikanischer Rockmusiker         |
| GEBURTSDATUM     | 21. Februar 1964                      |
| GEBURTSORT       | Port Jefferson Station, New York, USA |